# Golesh
Der Golesh (albanisch auch Maja e Goleshit), serbisch Голеш Goleš ist ein Berg im zentralen Kosovo mit einer Höhe von 1019 m. i. J., in der Nähe der Stadt Fushë Kosova und des Flughafens Pristina.
Der Golesh ist Teil des Gebirgszugs Crnoljeva am westlichen Rand des Amselfelds. Ein Zweig des Flusses Drenica entspringt auf dem Berg. 
Auf der Oberseite befinden sich eine Fernsehantenne, eine Basis der kosovarischen Armee und ein Luftraumüberwachungssystem. Die Festung von Harilaq befindet sich ebenfalls auf dem Berg, in der Nähe des Dorfes Harilaq. Die ehemalige Luftwaffenbasis Sllatina beherbergt auch zwei unterirdische Hangars, die sich im Berg befinden.